# Modern Woodmen Park
Der Modern Woodmen Park ist ein Baseball-Stadion in der US-amerikanischen Stadt Davenport im Bundesstaat Iowa. Es ist die Heimspielstätte des Baseballteams der Swing of the Quad Cities.

## Geschichte
Erbaut wurde das Stadium 1931 mit dem Namen Municipal Stadium. Am 27. Mai 1971 wurde es zu Ehren des kurz zuvor verstorbenen Sportjournalisten John O’Donnell in John O’Donnell Stadium umbenannt. Die zweite Namensänderung fand am 12. Dezember 2007 statt. Seitdem trägt das Stadion den Namen Modern Woodmen Park, nach der Organisation Modern Woodmen of America, die ihren Sitz in Rock Island hat. Der Vertrag mit Modern Woodmen of America läuft 10 Jahre.
Neben den Baseballspielen wurde das Stadion bis 1987 hauptsächlich für High School-Football der katholischen Privathochschule Davenports und der Saint Ambrose University genutzt. Am 10. Mai 1991 war es Austragungsort des Boxkampfes zwischen Michael Nunn und James Toney um den IBF-Mittelgewichtstitel.
Bei Hochwasser des Mississippi mussten die Baseballbegegnungen immer wieder in anderen Stadien ausgetragen werden. Bei der in den USA als The great Flood bezeichneten Überflutung 1993 in Davenport wurden die Bilder des gefluteten Spielfeldes des Modern Woodmen Park zu einem Symbol der Überschwemmungen. Im Zuge der umfassenden Renovierung 2004 wurde eine etwa drei Meter hohe Berme errichtet, die nicht nur als Sitzfläche für Zuschauer, sondern auch als Damm gegen Überflutungen dient. Nach der Renovierung bietet das Stadion 4024 Sitzplätze.
Im gesamten Spielbetrieb der Minor League ist lediglich das Centennial Field in Burlington älter als der Modern Woodmen Park.

## Galerie

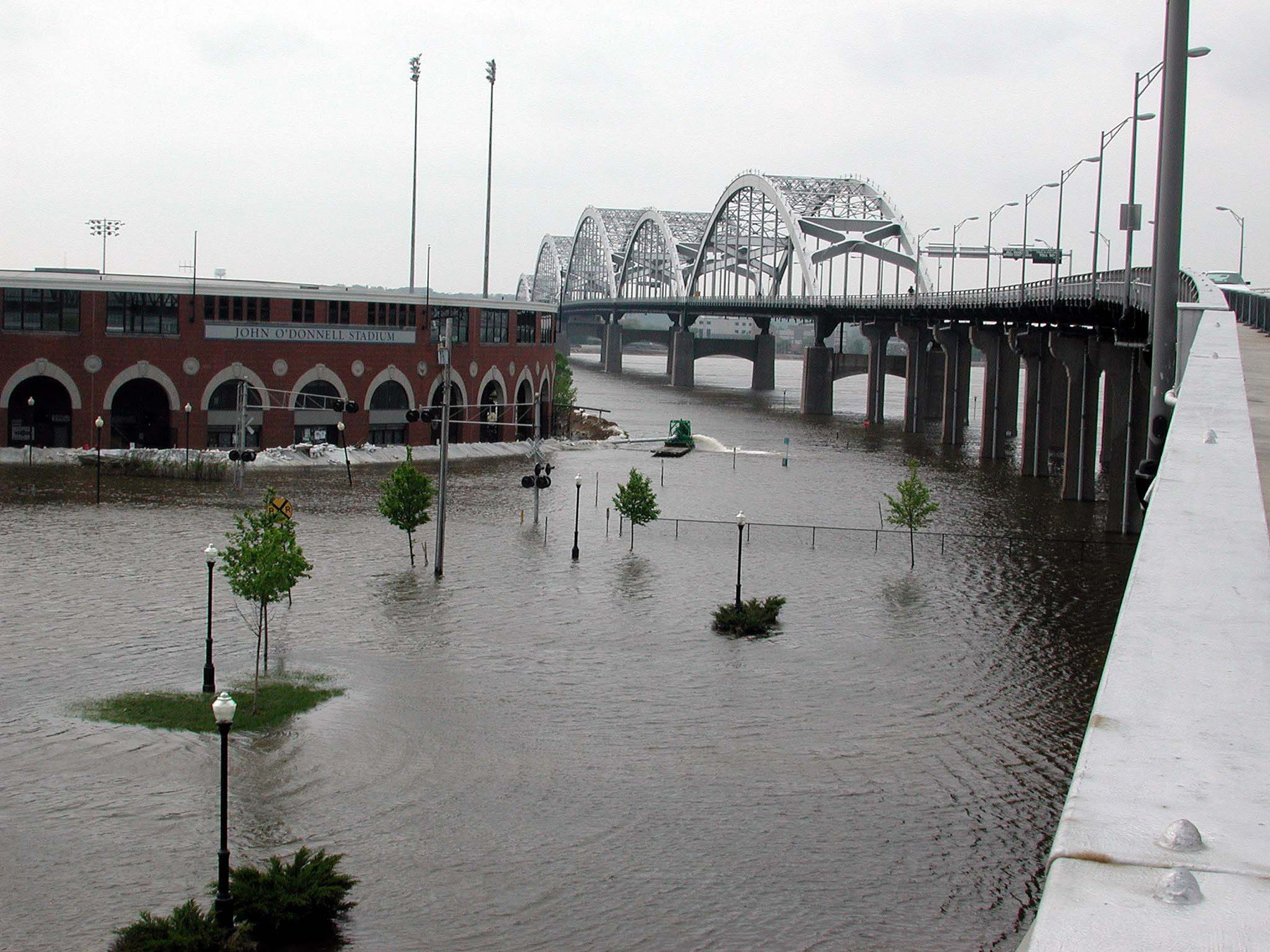
Überschwemmung im Mai 2005
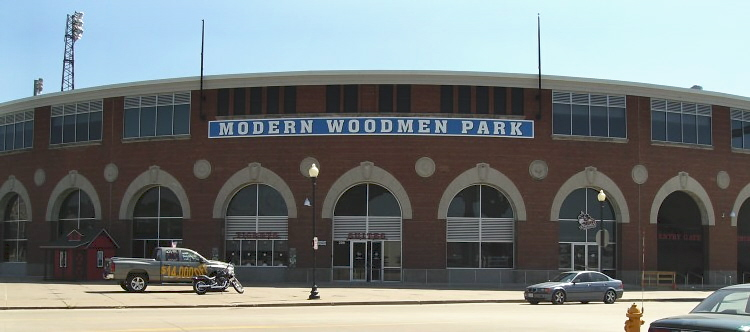
Fassade des Modern Woodmen Park (August 2008)
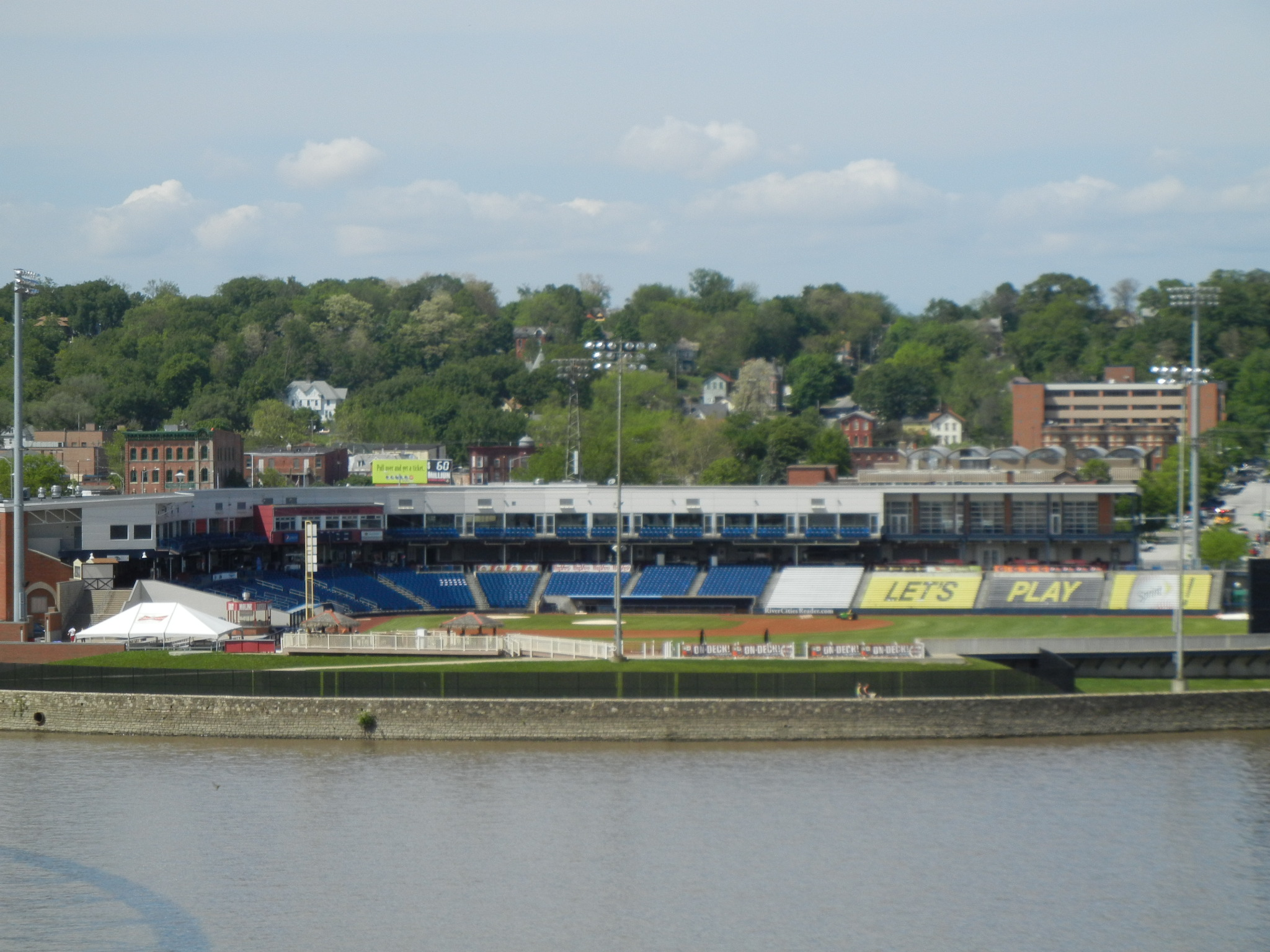
Mai 2012